# Paolo Volponi
Paolo Volponi (6 de febrero de 1924, Urbino - 23 de agosto de 1994, Ancona) fue un escritor, poeta, narrador y político italiano. Está considerado como uno de los más destacados representantes de la llamada «literatura industrial». Durante muchos años, compaginó su trabajo como escritor con actividades en grandes industrias.

## Biografía
En 1947, se licenció en derecho y tres años después el emprendedor Adriano Olivetti le convenció con su visión social y su solidaridad hacia el desarrollo industrial para que trabajara en una institución de asistencia social. En 1956, entró en la empresa Olivetti de Ivrea como director de los servicios sociales. Más tarde se trasladó a Turín, donde trabajó para FIAT, y en 1975 fue nombrado presidente de la Fundación Agnelli. No obstante se vio obligado a dejar el cargo por su adhesión al Partido Comunista Italiano, por el cual fue elegido senador en 1983. En 1992, dejó la política debido al deterioro de su salud y murió finalmente dos años después.